# Юрі Еррера
Юрі Еррера (ісп. Yuri Herrera; нар. 1970 року, м.Актопан, Мексика) —  мексиканський письменник, політолог.

## Біографія
Юрі Еррера народився в  м.Актопан, Мексика в 1970 році. Вивчав політологію в Національному автономному університеті Мексики. До навчання в університеті відвідував літературний майстер-клас Єлени Понятовської. Здобув ступінь магістра з літертаруної творчості в Техаському університеті в Ель Пасо та докторський ступінь з іспанської мови та літератури в Університеті Берклі. У 2016 році Юрі Еррера отримав німецьку премію ім. Анни Загерс, яка призначена для молодих латиноамериканських авторів.

## Творчість
Перший роман опублікував в 2003 році. Другий роман "Знаки, що передуватимуть кінцю світу" Юрія Еррери вийшов в 2009 році. У 2015 році роман був перекладений англійською та потрапив до списку найкращих книг року за версією газети Ґардіан. У 2016 році роман отримав американську премію за найкращу перекладену книгу англійською мовою. Наступна книга "Переселення тіл" побачила світ у 2013 році та стала продовженням тематичної трилогії про міграцію в Мексиці. 
Останній роман "Пожежа на шахті в Ель-Бордо" вийшов у 2018 році.